# باروز ۲۱۸۱۱
سیارک ۲۱۸۱۱ (به انگلیسی: 21811 Burroughs، نامگذاری:1999TR20) بیست و یک هزار و هشتصد و یازدهمین سیارک کشف شده‌است که در ۵ اکتبر ۱۹۹۹ کشف شد.
قدر مطلق سیارک برابر ۱۴٫۱۰ است.